# 魚粉
魚粉（ぎょふん）とは、魚を乾燥して砕き粉状にしたものである。フィッシュミール（英語: fish meal）、魚粕（ぎょかす、うおかす、ぎょはく）とも呼ばれる。主に飼料や有機肥料として使用されるが、食用として料理の際に用いることもある。

## 概要

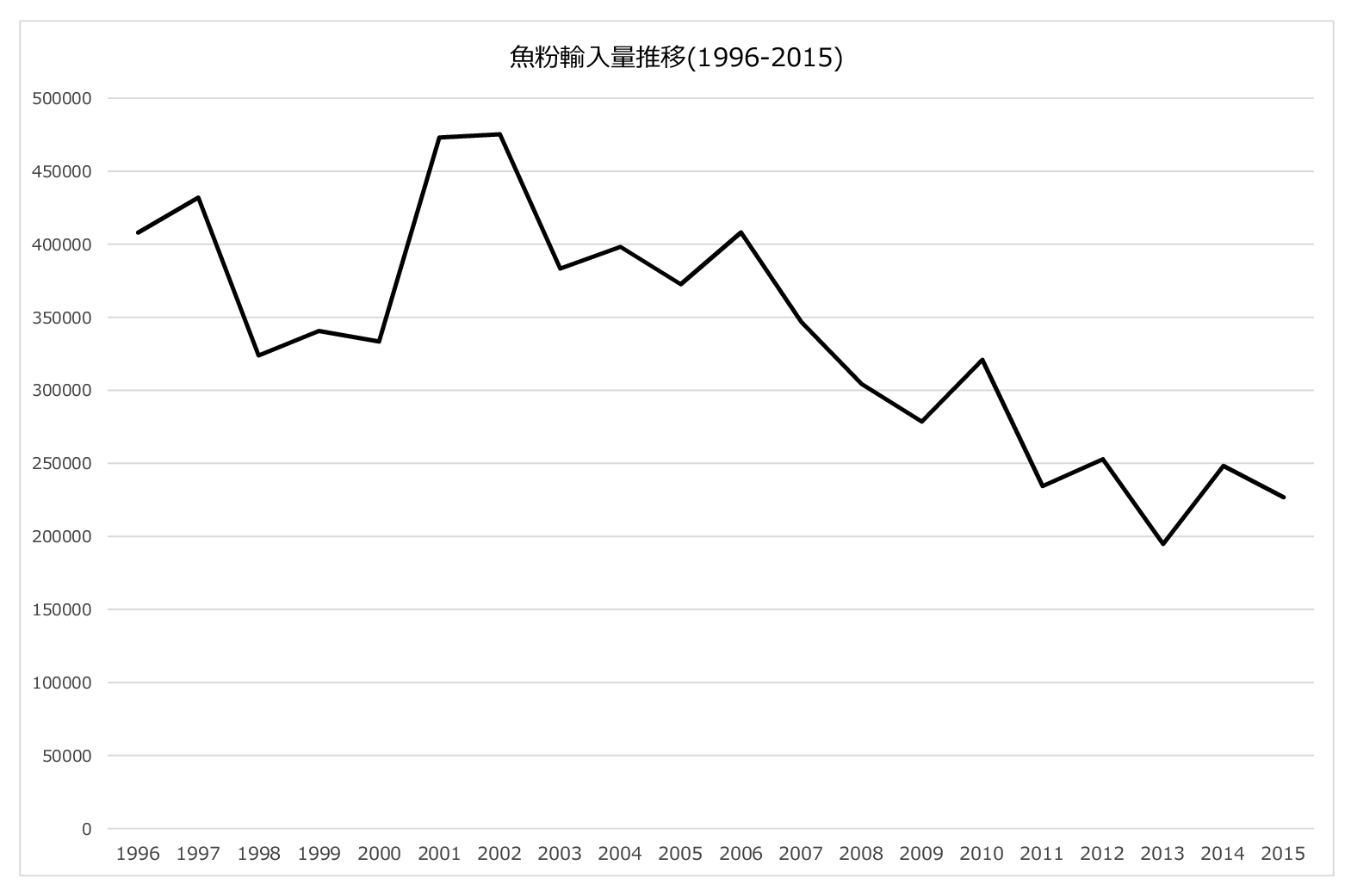
日本の魚粉輸入量推移 1996-2015

日本にはチリやペルーなどから輸入され、主として養魚飼料・畜産（養鶏・養豚など）飼料として利用されており、世界全体でも畜産用が圧倒的に多くなっている。
魚を窯で煮熟したあとに圧搾機で油と水を分離し、乾燥させ粉末にする。原料の肉質によりホワイトミール（白身魚の魚粉）とブラウンミール（赤身魚の魚粉）に分けられる。タンパク質など栄養分が豊富である。魚粉製造時に水と分離して出た油を魚油という。世界漁業・養殖業白書 2014年によれば、2012年の世界水産漁獲量の14%が非食用に利用され、うち75%が魚粉として加工された。

## 原料
原料魚としては世界的にはイワシ（アンチョビ）などが対象となることが多い。日本では、スケトウダラ、サンマ、ニシンを用いる。水産製品（かつお節、魚肉練り製品など）製造の際の副産物・加工残滓も原料となる。また、売れ残り、市場に出荷できないサイズの小さいものなどを分別し製造することもある。
外来魚駆除の取り組みとして水揚げされたアメリカナマズ、ブルーギル、ブラックバス、ハクレンなどの外来魚を用い、地産地消の畜産用配合飼料として利用を行っている自治体もある。しかし、配合量によっては嗜好性の低下に伴いブタなど家畜の体重増加遅が生じるとされているほか、農業用肥料への実験も行われている。

## 用途
肥料としての歴史は古く、江戸時代の日本では干鰯や鰊粕に代表されるように、金肥（購入して使う肥料）として流通していた歴史もある。飼料用途には、畜産や養鶏飼料から始まり魚類の養殖飼料としても利用されるようになった。食用用途には、カルシウムやタンパク質を豊富に含むことが着目され、ダシをはじめとした食材としても利用されている。
牛海綿状脳症(BSE)問題がメディアを賑わして以降、家畜のタンパク質源として肉骨粉が敬遠される代わりに魚粉の需要が増加したことや、原料イワシの漁獲量が減少したことの影響により、価格が高騰する傾向にある。